# Ветошкинское сельское поселение
Ветошкинское сельское поселение — упразднённое муниципальное образование в составе Лебяжского района Кировской области России.
Центр — село Ветошкино.

## История
Ветошкинское сельское поселение образовано 1 января 2006 года согласно Закону Кировской области от 07.12.2004 № 284-ЗО.
К 2021 году упразднено в связи с преобразованием муниципального района в муниципальный округ.

## Население
| 2010 | 2012 | 2013 | 2014 | 2015 | 2016 | 2017 |
| ---- | ---- | ---- | ---- | ---- | ---- | ---- |
| 607  | ↘587 | ↘572 | ↘555 | ↘550 | ↘526 | ↘522 |
| 2018 | 2019 | 2020 | 2021 |      |      |      |
| ↘499 | ↘475 | ↘470 | ↘376 |      |      |      |

## Состав
В состав поселения входят 5 населённых пунктов (население, 2010):
| - село Ветошкино — 415 чел.; - деревня Вичур — 0 чел.; - деревня Мари-Байса — 164 чел.; - деревня Русская Байса — 22 чел.; - деревня Смышляево — 6 чел. |